# Графенрайнфельд
Графенрайнфельд (нем. Grafenrheinfeld) — община в Германии, в земле Бавария. 
Подчиняется административному округу Нижняя Франкония. Входит в состав района Швайнфурт.  Население составляет 3361 человек (на 31 декабря 2010 года). Занимает площадь 11,35 км².
В 1975 году здесь началось строительство первой в Германии атомной электростанции. До закрытия в 2015 году станция обеспечивала энергопотребление Баварии более чем на 11 %. 

## Население
По оценке на 31 декабря 2015 года население общины Графенрайнфельд составляет 3440 чел. 

| Дата      | 1840 | 1871 | 1900 | 1925 | 1939 | 1950 | 1961 | 1970 | 1987 | 2011 |
| --------- | ---- | ---- | ---- | ---- | ---- | ---- | ---- | ---- | ---- | ---- |
| Население | 1035 | 1121 | 1124 | 1376 | 1918 | 1806 | 2230 | 2793 | 2918 | 3409 |

| Год       | 1960 | 1970 | 1980 | 1990 | 2000 | 2009 | 2010 | 2011 | 2012 | 2013 | 2014 | 2015 |
| --------- | ---- | ---- | ---- | ---- | ---- | ---- | ---- | ---- | ---- | ---- | ---- | ---- |
| Население | 2200 | 2841 | 3054 | 3080 | 3340 | 3408 | 3361 | 3396 | 3464 | 3446 | 3421 | 3440 |